# 専門学校ファッションカレッジ桜丘
専門学校ファッションカレッジ桜丘（せんもんがっこうファッションカレッジさくらがおか）は、1946年に創立された日本の東京都千代田区富士見にある服飾の専修学校である。東京都認可校。学校法人桜丘学園が運営する。校舎は1号館と2号館がある。

## 沿革
- 1946年 桜丘女子学院を創設。多摩市聖蹟桜ヶ丘に本校（多摩校舎）、千代田区富士見に分校（富士見校舎）を設置。
- 1949年 多摩校舎を廃止し、富士見校舎に統合。本格的な洋裁学校として発足。
- 1955年 学校法人桜丘学園認可。
- 1958年 富士山麓山中湖に学生の研修の場として旭丘山荘を建設。
- 1959年 和裁科を新設。
- 1965年 第1校舎新設。
- 1966年 第2校舎新設。編物科、手芸科を新設。
- 1969年 被服専攻科を新設。
- 1970年 別科（洋裁、和裁、手あみ、きもの着付）いずれも短期実用コースを開設。
- 1974年 地下1階地上4階建ての第3校舎新設。
- 1975年 桜丘ヨーロッパ服飾研修旅行団出発。
- 1976年 専門学校制度の創設により学校法人桜丘学園桜丘女子専門学校服飾専門課程が認可。
- 1987年 第2校舎を全面的に改装して1号館とし、第1校舎跡地に建設した新校舎を2号館とする。
- 1994年 アパレルCADを導入する。卒業生に専門士の称号が認可される。
- 1996年 ファッションビジネス科を新設。
- 1997年 校名を専門学校ファッションカレッジ桜丘に変更。男女共学となる。
- 2000年 1号館を全面改装。
- 2001年 2号館を全面改装。
- 2003年 ピギーズスペシャル出品。
- 2005年 FCSファッションデザインコンテスト及びプロモーションコンテスト開始。
- 2008年 東京国際消防防災展2008にて東京消防庁とコラボレーションしファッションショーを開催。
- 2012年 絆ビジネスの一環として、主婦、学生など地域交流の場を提供するため2号館に「ミシンラボ桜丘」を開設。
- 2016年 創立70周年を迎える。ファッションビジネス科に国際・流通・ITビジネスコースを新設。
- 2017年 若きクリエイターに学校の設備や施設を解放し、ノウハウを教授する場を提供するため「プロフェッショナルデザイナーズラボ」を開設。
- 2018年 プロフェッショナルデザイナーズラボ1期生「宮津明理」がAmazon Fashion Weekにてメジャーデビュー。
- 2018年 産学協同プロジェクトとしてボーカルユニット「First place」に衣装デザインの提供。
- 2020年 デジタル専門課程が認可。
- 2021年 デジタル専門課程 国際情報ビジネス科設置。

## 学科
- ファッションクリエイト科（2年制）
- ファッションビジネス科（2年制）
- 国際情報ビジネス科（2年制）[1]
- 技術科ファッション専攻（1年制 進学課程=卒業後進学）

## 取得資格・特典
- パターンメイキング技術検定
- ファッション販売能力検定
- フォーマルスペシャリスト認定
- 洋裁技術認定
- ファッションビジネス能力検定
- 色彩技能パーソナルカラー検定
- 専門士

## アクセス
東日本旅客鉄道（JR東日本）中央・総武緩行線「飯田橋駅」東口、東京地下鉄（東京メトロ）東西線・有楽町線・南北線・都営地下鉄大江戸線「飯田橋駅」A4出口 徒歩3分